# İlke Özyüksel
İlke Özyüksel (Ankara, 26 februari 1997) is een Turks moderne vijfkampster, die voor Turkije uitkwam op de Olympische Zomerspelen in Rio de Janeiro op de moderne vijfkamp. Ze eindigde uiteindelijk als 34e.